# Indice d'intégrité biologique
L'indice d'intégrité biologique (IIB, ou IBI pour index of biological integrity), parfois appelé indice d'intégrité biotique, est l’un des outils scientifiques destinés à identifier et classifier les problèmes de pollution de l'eau, complémentaires d’autres indices plus généraux.
L’IBI associe un indice d’influence anthropique à l’indice d’activité biologique d’une masse d’eau. Il est formulé à l’aide de données développées à partir de bioindicateurs et de  systèmes et études de biosurveillance. Il répond au besoin de qualifier et cartographier les effets de l’anthropisation des zones humides, des cours d’eau et plus généralement des masses d’eau. Il est plutôt utilisé en Amérique du Nord.

## Histoire scientifique
Le concept d’IBI a été formulé par le Dr James Karr en 1981,.
À ce jour, les IBI ont été développés pour les poissons, les algues, les macroinvertébrés, les exuvies de nymphes (peaux abandonnées par les chironomidés), les plantes vasculaires et leurs combinaisons. Ils indiquent l’état d’intégrité d’une communauté (ex : invertébrés aquatiques) et/ou d’un milieu.

## Utilité
Les IBI sont de plus en plus impliquées dans l'identification de la dégradation d’écosystèmes aquatiques, et inversement dans la confirmation de leur récupération, dans le cadre de la loi relative à l'eau propre aux États-Unis.
Alors que les tests physico-chimiques appliqués aux échantillons d'eau, ne donnent de brefs instantanés des concentrations en produits chimiques, un IBI capture un impact net intégré sur la structure de toute une communauté biologique. Cependant  bien que l’absence complète, en particulier la disparition soudaine de combinaisons d’espèces indicatrices, puisse constituer une preuve convaincante de la présence d’un polluant ou d’un facteur de stress spécifique, les IBI n’expliquent généralement pas la cause (spécifique ou multiple) de la dégradation observée.
C'est  actuellement (2019) l’un des outils réputés aux États-Unis les plus efficaces pour identifier les impacts systémiques affectant la santé des systèmes biologiques.

## Vue d'ensemble
Pour évaluer quantitativement les changements de composition des communautés biologiques les IBI doivent refléter avec précision la complexité écologique de l'analyse statistique. 
Aucun  système d’information universel n’existe. Le choix de paramètres des populations contrôlées implique des tests rigoureux pour devant confirmer leur validité pour un sujet donné. 
Les IBI sont nécessairement souvent spécifiques à une région ou milieu (les espèces de lacs, de rivière ou marine diffèrent). Ils doivent être mis en œuvre par des professionnels expérimentés pour fournir des données de qualité suffisante pour donner un score correct à une communauté d’espèces. Comme ces communautés varient naturellement, tout comme les échantillons collectés auprès d'une population plus large, la création de statistiques robustes dont la variance est acceptable est un domaine de recherche active.

## Protocoles de biosurveillance
Ils ont été publiés pour une utilisation dans différents types de plans d’eau et d’écorégions. 
L’une de ces publications est le Protocole de bioévaluation rapide pour les cours d’eau et les rivières, publié par l'EPA des Etats-Unis.
Ces protocoles fournissent une structure pour le développement d'une ICI, qui peut inclure des mesures telles que la richesse des taxons (espèces, genres, etc.) et la proportion de taxons tolérants ou intolérants à divers types de pollutions.

## Développement (avec du personnel bénévole et/ou professionnel)
Il est possible de créer des IBI destinés à un personnel de surveillance ayant une formation minimale, mais la précision qu’ils fourniront sera moindre que s’ils sont réalisés par des professionnels qualifiés.
Les garanties pour assurer la robustesse malgré les erreurs d’identification ou les variations de protocole potentielles nécessitent des tests minutieux. Un contrôle continu de la qualité par des experts reconnus est nécessaire pour maintenir l’intégrité des données, et l’analyse des résultats d’IBI devient plus complexe. Les agences gouvernementales chargées de surveiller un grand nombre de masses d’eau disposant de ressources limitées, comme l’Agence de contrôle de la pollution du Minnesota (Minnesota Pollution Control Agency ou MPCA) et les programmes locaux de surveillance des flux de volontaires appuyés par la MPCA, ont été les premiers à utiliser des volontaires qualifiés. 
L’EPA a publié des directives pour aider les programmes de volontariat à formuler les ICI et leurs conclusions.
Bien que les juridictions américaines aient légalement le droit aux IBI de tels programmes, défendre la validité des conclusions fondées uniquement sur de tels résultats est peu vraisemblable.
La concordance entre plusieurs IBI à partir de données collectées par des professionnels établis peut être plus concluante. Un cas typique est le phénomène selon lequel les scores d'IBI indiquent une dégradation importante, ou un effondrement écologique partiel, lorsque plus de 10 à 15% du bassin hydrographique immédiat est imperméable en raison de l'urbanisation. 
Identifier les raisons de ces dégradations et les exceptions possibles à ces tendances constituent des défis de recherche majeurs pour les universitaires qui étudient les effets cumulatifs sur les bassins versants, ainsi que l’utilisation de techniques de développement à faible impact pour atténuer les impacts de la pollution par les eaux de ruissellement.